# Ublinek
Ublinek – wieś w Polsce położona w województwie świętokrzyskim, w powiecie opatowskim, w gminie Lipnik.
W latach 1975–1998 miejscowość położona była w województwie tarnobrzeskim.
Przez wieś przechodzi  niebieski szlak rowerowy do Opatowa.
Miejscowość związana z działalnością braci polskich. Józef Szymański w pracy Szlakiem Braci Polskich wspomina o lokalnym zborze, twierdząc, że w 1962 r. był to najlepiej zachowany zbór na Kielecczyźnie, tzn. najmniej przebudowywany.

## Części wsi
| SIMC    | Nazwa      | Rodzaj    |
| ------- | ---------- | --------- |
| 0797553 | Nowa Wieś  | część wsi |
| 0797560 | Stara Wieś | część wsi |

## Zabytki
Ruiny zboru braci polskich z XVI wieku, wpisane do rejestru zabytków nieruchomych (nr rej.: A.521/1-3 z 1.10.1956, z 31.03.1971 i z 27.07.1988).